# Monsters (альбом)
Monsters — четвертий студійний альбом британського музиканта та автора пісень Тома Оделла, представлений 9 липня 2021 року під лейблом Columbia. Платівка дебютувала на 4 позиції британського чарту, ставши для співака четвертою роботою у топ 10. Головний сингл «Numb» було представлено 19 лютого 2021 року.

## Список пісень
| #     | Назва                         | Тривалість |
| ----- | ----------------------------- | ---------- |
| 1.    | «Numb»                        | 2:33       |
| 2.    | «Over You Yet»                | 3:38       |
| 3.    | «Noise»                       | 1:38       |
| 4.    | «Money»                       | 2:56       |
| 5.    | «Tears That Never Dry»        | 3:24       |
| 6.    | «Monster V.2»                 | 2:19       |
| 7.    | «Lockdown»                    | 1:56       |
| 8.    | «Lose You Again»              | 3:07       |
| 9.    | «Fighting Fire with Fire»     | 2:39       |
| 10.   | «Problems»                    | 0:39       |
| 11.   | «Me and My Friends»           | 2:33       |
| 12.   | «Country Star»                | 1:36       |
| 13.   | «By This Time Tomorrow»       | 2:45       |
| 14.   | «Streets of Heaven»           | 3:00       |
| 15.   | «Don't Be Afraid of the Dark» | 6:07       |
| 16.   | «Monster V.1»                 | 2:25       |
| 43:22 |                               |            |

## Чарти
| Чарт (2021)                                  | Найвища позиція |
| -------------------------------------------- | --------------- |
| Бельгія Belgian Albums (Ultratop Flanders)   | 195             |
| Ірландія Irish Albums (OCC)                  | 35              |
| Шотландія Scottish Albums (OCC)              | 3               |
| Швейцарія Swiss Albums (Schweizer Hitparade) | 43              |
| Велика Британія UK Albums (OCC)              | 4               |